# 프랭키 헤이덕
프랭크 대니얼 헤이덕(영어: Frank Daniel Hejduk, 1974년 8월 5일 ~ )은 윙백과 미드필더로 활약한 미국의 전직 축구 선수이다. 클럽에서는 탬파베이 뮤터니, 바이어 레버쿠젠, 장크트갈렌, 콜럼버스 크루, 그리고 로스앤젤레스 갤럭시를 대표했다. 1996년부터 2009년까지 풀 국가대표로 활약한 그는 미국 국가대표팀에서 85경기에 출전했으며, 1998년과 2002년 FIFA 월드컵에서도 미국을 대표했다. 또한 1996년과 2000년 하계 올림픽에서도 미국을 대표했다.
헤이덕은 콜럼버스 크루 본사 내에서 팀 전략적 파트너십의 관리자로 활동하고 있다.

## 구단 경력

### MLS
1996년 2월, 탬파베이 뮤터니는 1996년 MLS 첫 선수 드래프트에서 7라운드 (전체 67위)로 헤이덕을 지명했다. 헤이덕은 리그의 첫 세 시즌 동안 활약했다. 그러나 올림픽 팀에 대한 헌신으로 인해 그는 루키로서 단 8경기만 출전할 수 있었다. 1997년, 헤이덕은 반란군 수비진에 자리를 잡으며 22경기에 출전해 1골 6도움을 기록했다. 1998년에도 같은 활약을 펼쳤으며, 18경기 동안 팀에서 3골 1도움을 기록하며 1998년 FIFA 월드컵에 출전하는 동안 중요한 시간을 놓쳤다.

### 바이어 레버쿠젠
헤이덕의 월드컵 활약은 독일 분데스리가 팀 바이어 레버쿠젠이 1998년 7월 13일, MLS로부터 계약을 체결하는 데 영감을 주었다. 그는 1998년 시즌이 끝날 때까지 반란군에 머물렀고, 1999년 1월에 레버쿠젠에 합류했다. 레버쿠젠에서 처음 어려움을 겪었던 헤이덕은 1998-99년 시즌이 끝날 때 여러 차례 심각한 부상을 겪으며 강한 면모를 보였다. 그는 지난 11경기 중 10경기에 선발 출전하여 팀이 UEFA 챔피언스리그에 진출하는 데 기여했다. 1999-2000년 시즌 초, 레버쿠젠의 크리스토프 다움 감독은 레버쿠젠의 전술적 포메이션을 변경하여 헤이덕을 선발 라인업에서 제외시켰다. 헤이덕은 1999-2000년 시즌 동안 팀을 위해 분데스리가 6경기에만 출전했지만, 챔피언스리그 캠페인에서 중요한 역할을 했으며, 레버쿠젠의 6경기 중 5경기에 출전하여 두 번은 맨 오브 더 매치에 선정되기도 했다.

### MLS로의 복귀

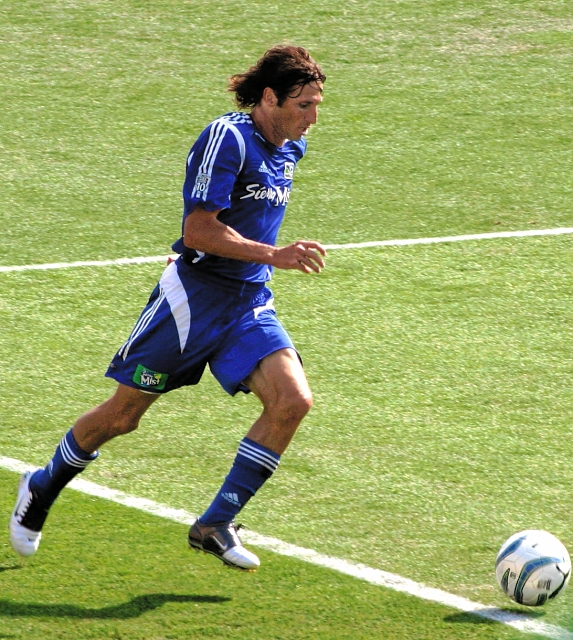
2005년의 헤이덕

유럽에서 경기 시간을 찾지 못한 헤이덕은 2003 시즌을 위해 미국과 메이저 리그 사커로 돌아와 콜럼버스 크루에 배정되었다. 헤이덕은 곧바로 크루의 팀 리더 자리를 얻었고, 그 시즌 팀에서 23경기에 선발 출전해 4골을 어시스트했다. 2004년에는 라이트백과 오른쪽 미드필더에서 비슷한 역할을 맡아 19경기에 선발 출전해 2골을 넣으며 MLS 서포터스 실드에서 우승한 클럽에서 활약했다. 2007년 1월 25일, 콜럼버스 크루는 헤이덕과 2년 계약 연장 계약을 체결하여 2008년 MLS 시즌까지 크루와 함께할 수 있게 되었다고 발표했습니다. 2008년 11월 23일, 헤이덕은 기예르모 바로스 스켈로토의 패스를 헤딩으로 연결하여 크루의 첫 MLS컵을 3-1 승리로 이끌었다.
발목 미세 골절 수술과 손목 골절 수술을 추가로 받는 대신, 헤이덕은 2012년 4월 19일, 공식적으로 프로 축구 은퇴를 발표하며 크루 본사에서의 자리를 수락하기로 결정했다.

## 국가대표팀 경력
헤이덕은 미국 국가대표팀에서 자주 선발 선수로 활약했으며, 1996년과 2000년 하계 올림픽, 1998년과 2002년 FIFA 월드컵 결승 토너먼트에서 미국을 대표한 유일한 선수이다.
헤이덕은 1996년 8월 30일, 엘살바도르와의 경기에서 미국 국가대표팀 첫 출전을 기록했다. 같은 해 12월 첫 선발 출전에서 과테말라를 상대로 월드컵 예선 전에서 골을 넣었다. 헤이덕은 미국 국가대표팀의 주전 선수가 되었지만, 경기에 대한 그의 부족한 "서퍼" 접근 방식으로 유명해졌다. 이러한 태도는 1997년 1월 23일, 친구들과 늦잠을 자며 중국행 팀 비행기를 놓칠 때까지 지속되었다. 미국 국가대표팀 감독 스티브 샘슨은 헤이덕을 미국 국가대표팀 명단에서 제외시켰다. 이듬해인 1997년 8월 7일, 헤이덕은 미국 국가대표팀에서 정확히 6분 동안 경기를 치렀고, 에콰도르에 패했다. 그해 그는 오랜 여자친구 킴 월터스와 결혼했고, 많은 고민 끝에 프로 축구 선수로 전향하기로 결심했다.
1998년 2월 1일, 쿠바와의 1998년 CONCACAF 골드컵 승리를 시작으로 헤이덕은 다시 국가대표팀의 주전 선수로 자리 잡았다. 그 이후로 그는 주전 선수로 자리 잡았다. 골드컵 이후 헤이덕은 월드컵에서 미국 국가대표팀 명단에 이름을 올리며 미국의 세 경기 중 두 경기에 선발 출전했다. 레버쿠젠 시절 헤이덕의 미국 국가대표팀 역할은 약화되었지만, 2002년 CONCACAF 골드컵에서 데이비드 리저스가 비워둔 레프트백 자리를 이어받으면서 주전 자리를 되찾는 기회를 잡았다. 헤이덕은 2002년 FIFA 월드컵에서 레프트백 자리에서 4경기를 선발로 출전하며 미국의 중요한 역할을 맡았다. 2006년 5월 2일, 헤이덕은 독일에서 열린 대회에서 세 번째 연속 미국 월드컵 국가대표팀 명단에 이름을 올렸지만, 전방십자인대 부상으로 인해 교체되었다.
프랭키 헤이덕은 2010년 5월 11일에 공개되었을 때 미국 국가대표팀의 2010년 FIFA 월드컵 예비 명단에 포함되지 않았다.